# Daihatsu Gran Max
Daihatsu Gran Max (яп. ダイハツ・グランマックス, хепбёрн Daihatsu Guranmakkusu) — серия малотоннажных грузовых автомобилей, выпускаемых с конца 2007 года японским автопроизводителем Daihatsu. С 2008 года автомобили выпускаются компанией Toyota под названиями Toyota LiteAce и Toyota TownAce, а с 2020 года автомобили выпускаются компанией Mazda под названием Mazda Bongo.

## Описание
Daihatsu Gran Max, разработанный под руководством главного инженера Масахару Тезени, был запущен в производство в ноябре 2007 года в роли преемника Zebra на индонезийском рынке. В Малайзии автомобиль пришёл на смену Perodua Rusa.
Daihatsu Gran Max, производимый в Индонезии компанией Astra Daihatsu Motor, оснащался бензиновыми двигателями объёмом 1298 см3 (K3-DE EFI), 1495 см3 (3SZ-VE VVT-i) и 1496 см3 (2NR-VE Dual VVT-i, с 2020 года). Коробка передач — пятиступенчатая механическая или четырёхступенчатая автоматическая.
В разные годы автомобиль поставляется в Индонезию, Японию, на Тайвань, на Филиппины и в страны Персидского залива.

## Галерея

### Gran Max

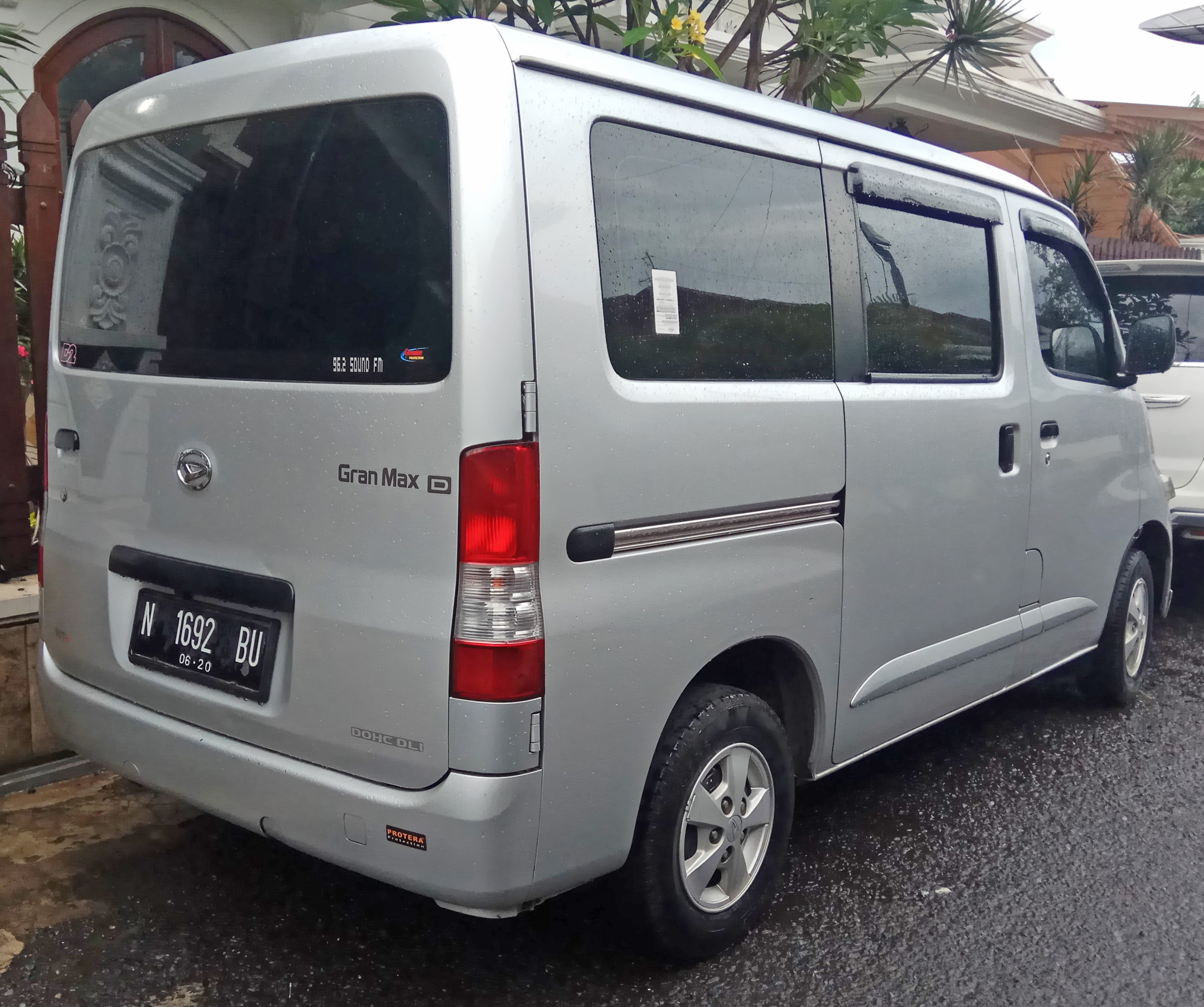
2015 Gran Max 1.5 D (S402RV; Индонезия)
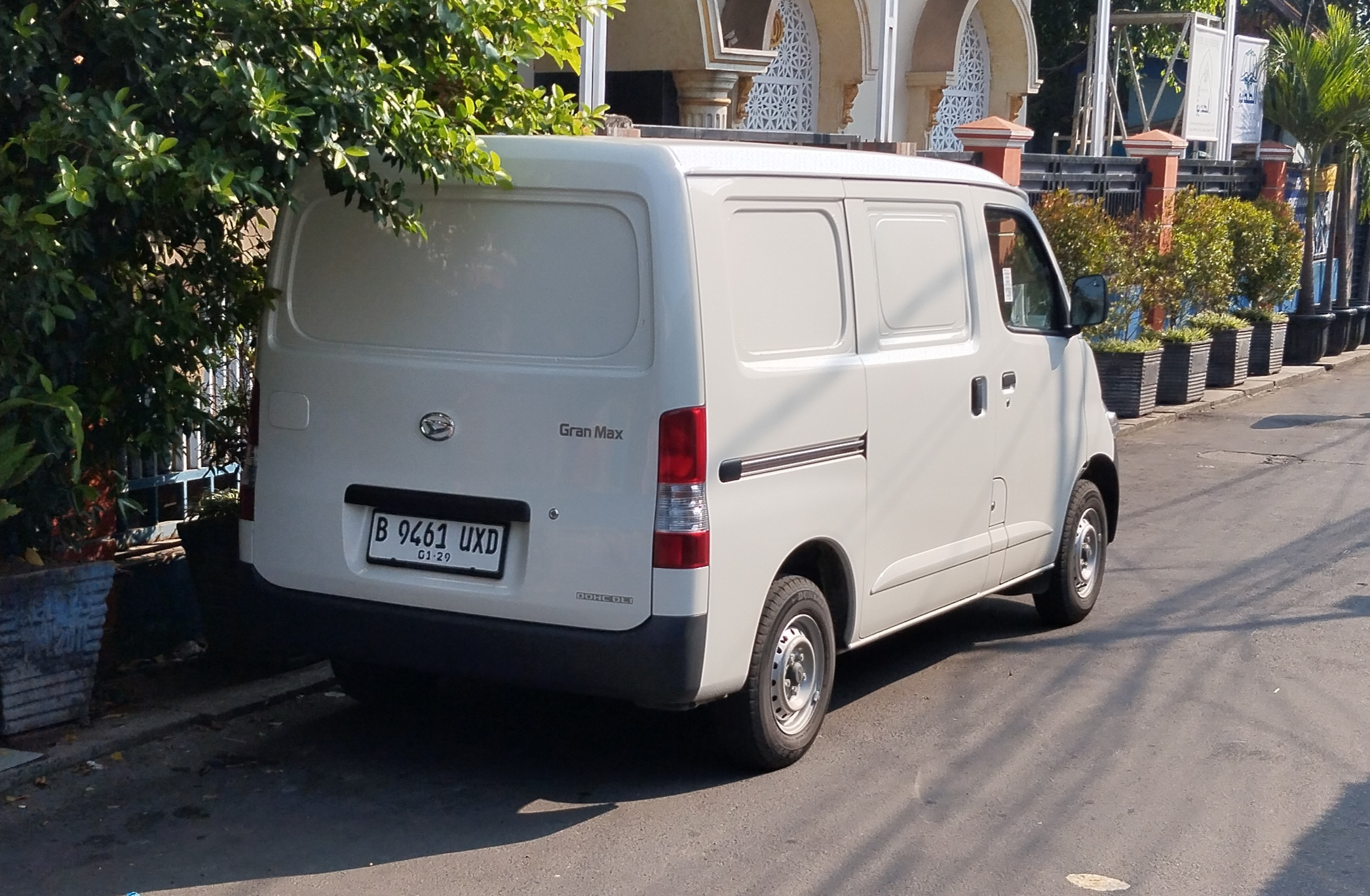
2024 Gran Max 1.3 Blind Van (S401RV; Индонезия)
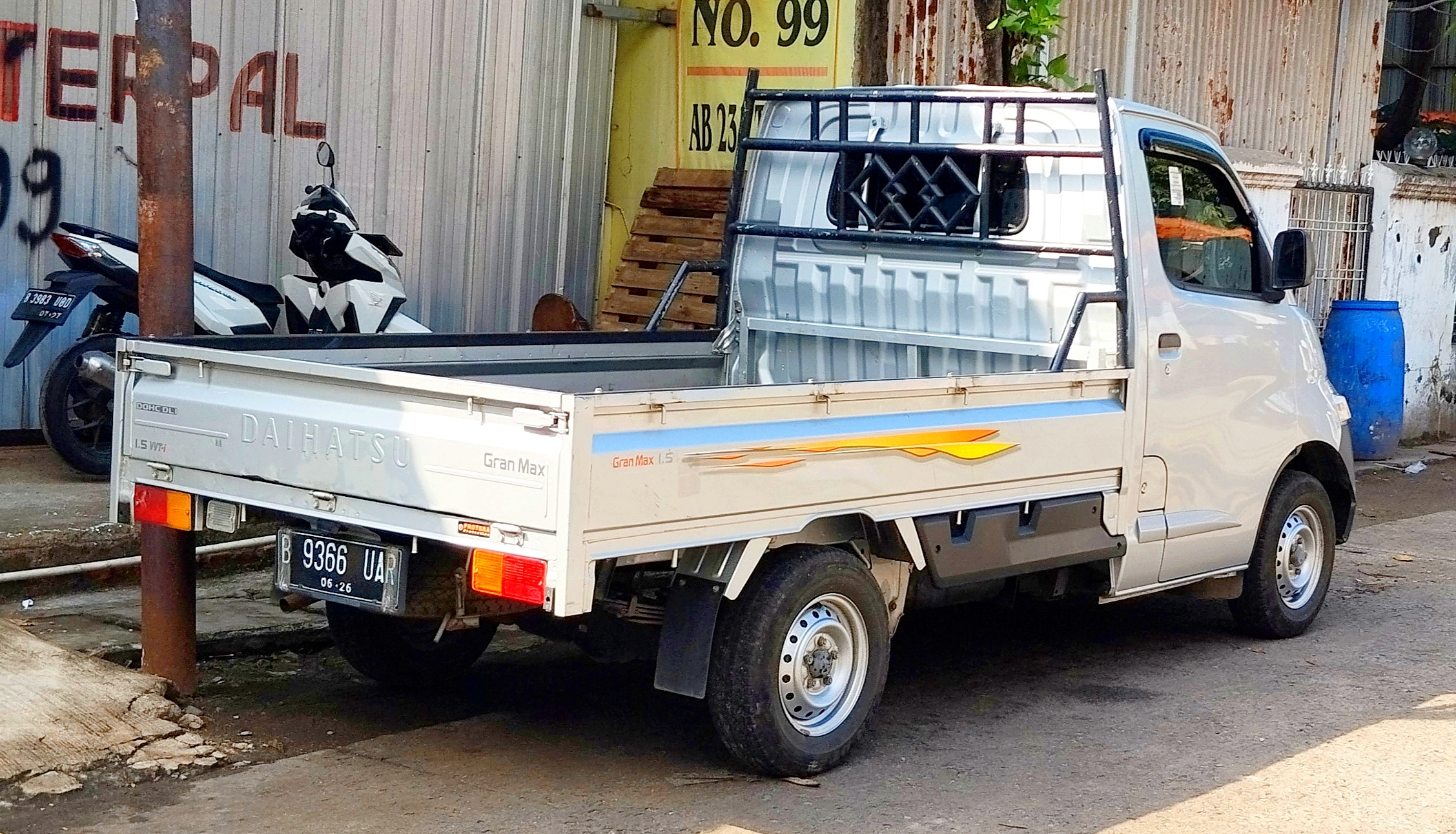
2021 Gran Max 1.5 DLi (S401RP; Индонезия)

### LiteAce/TownAce

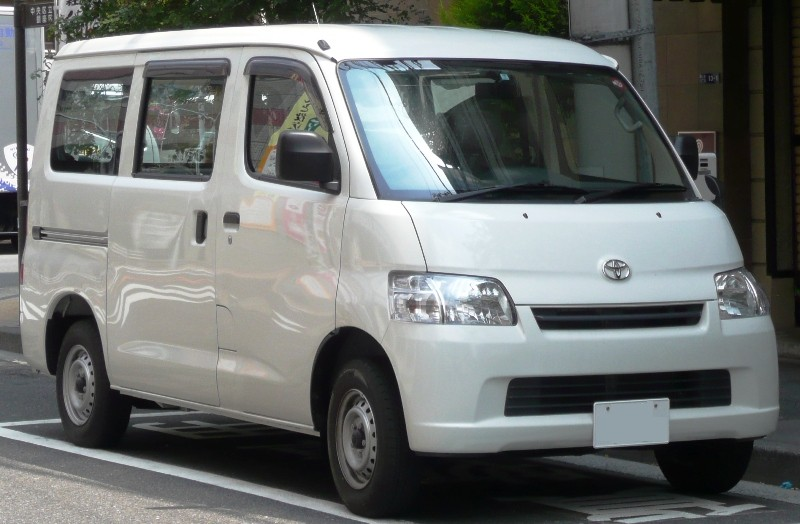
Toyota LiteAce Van GL (S402M, Япония)
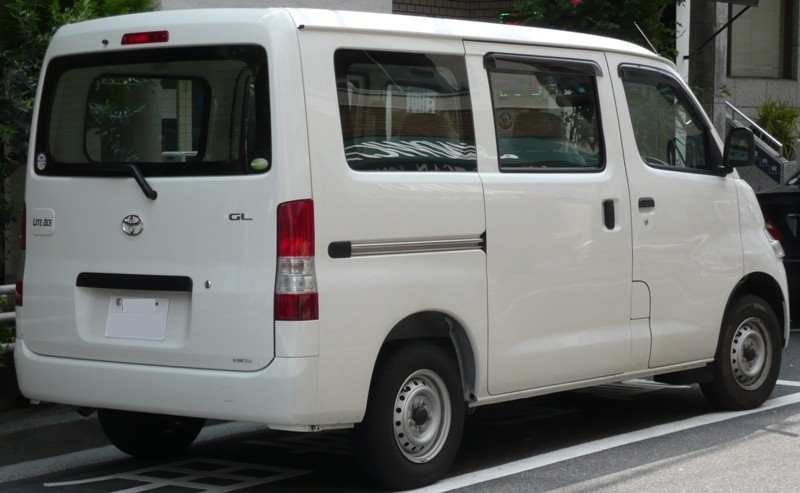
LiteAce Van GL (S402M, Япония)
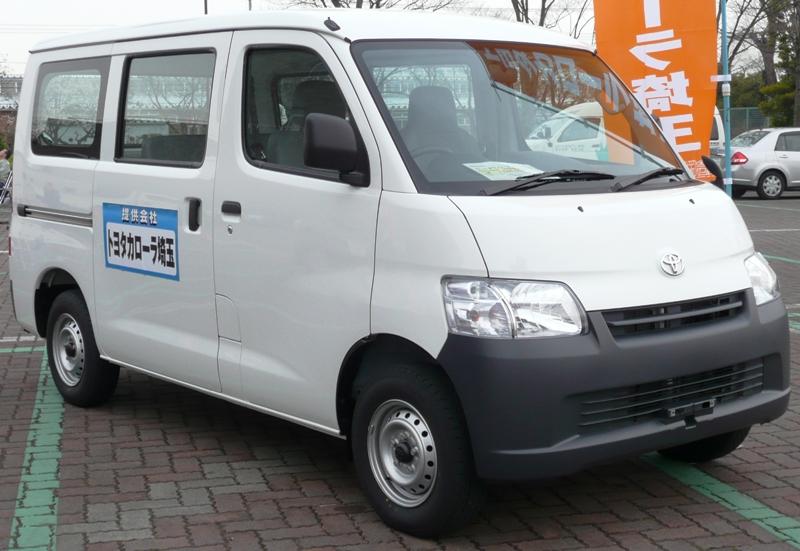
Toyota TownAce Van DX (S402M; Япония)
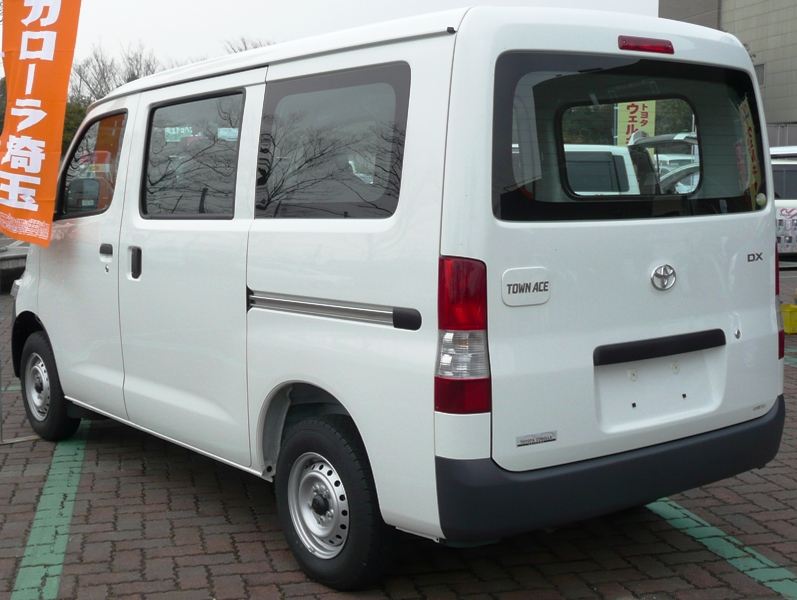
TownAce Van DX (S402M; Япония)
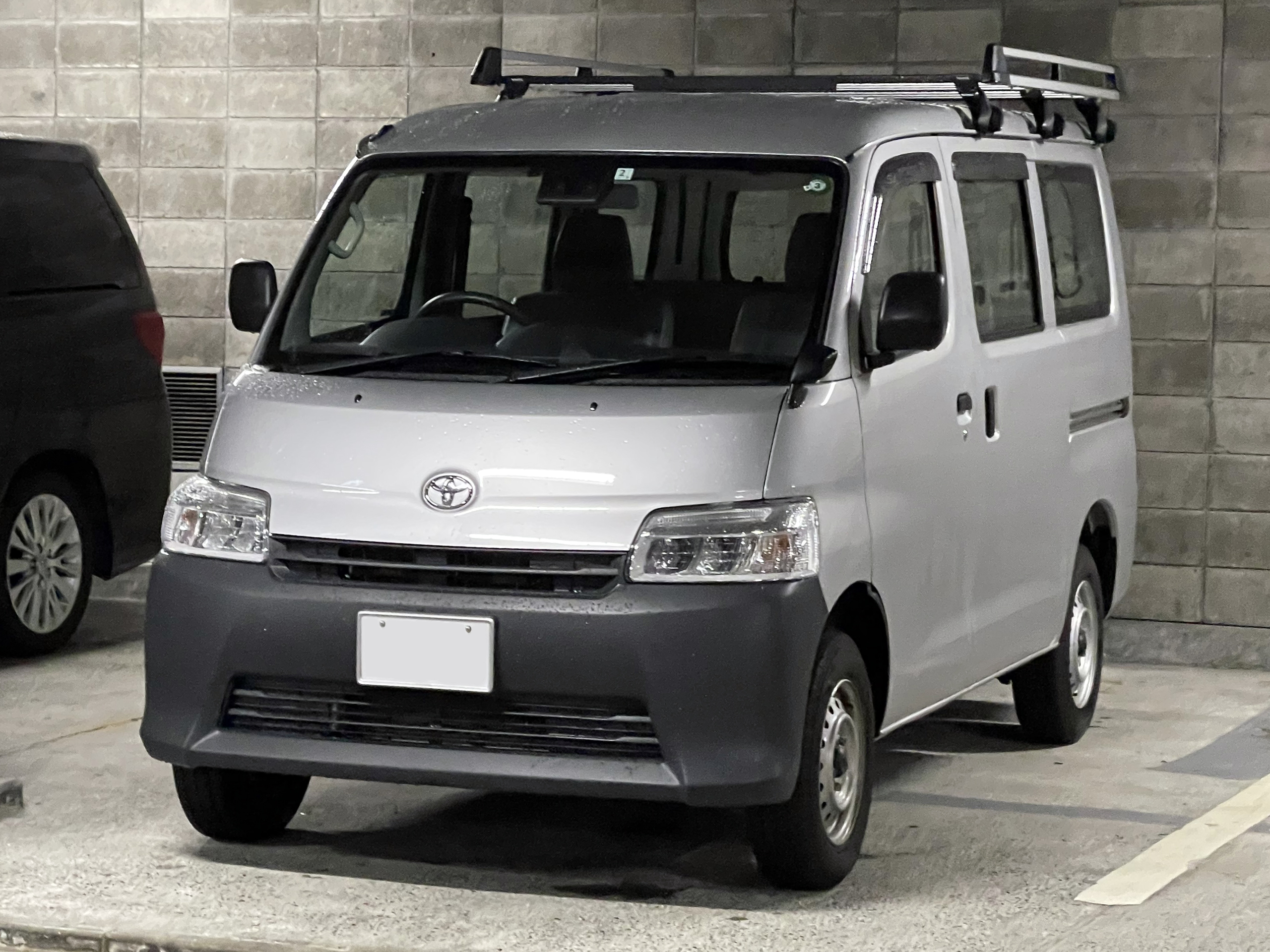
TownAce Van DX (S403M; фейслифтинг, Япония)
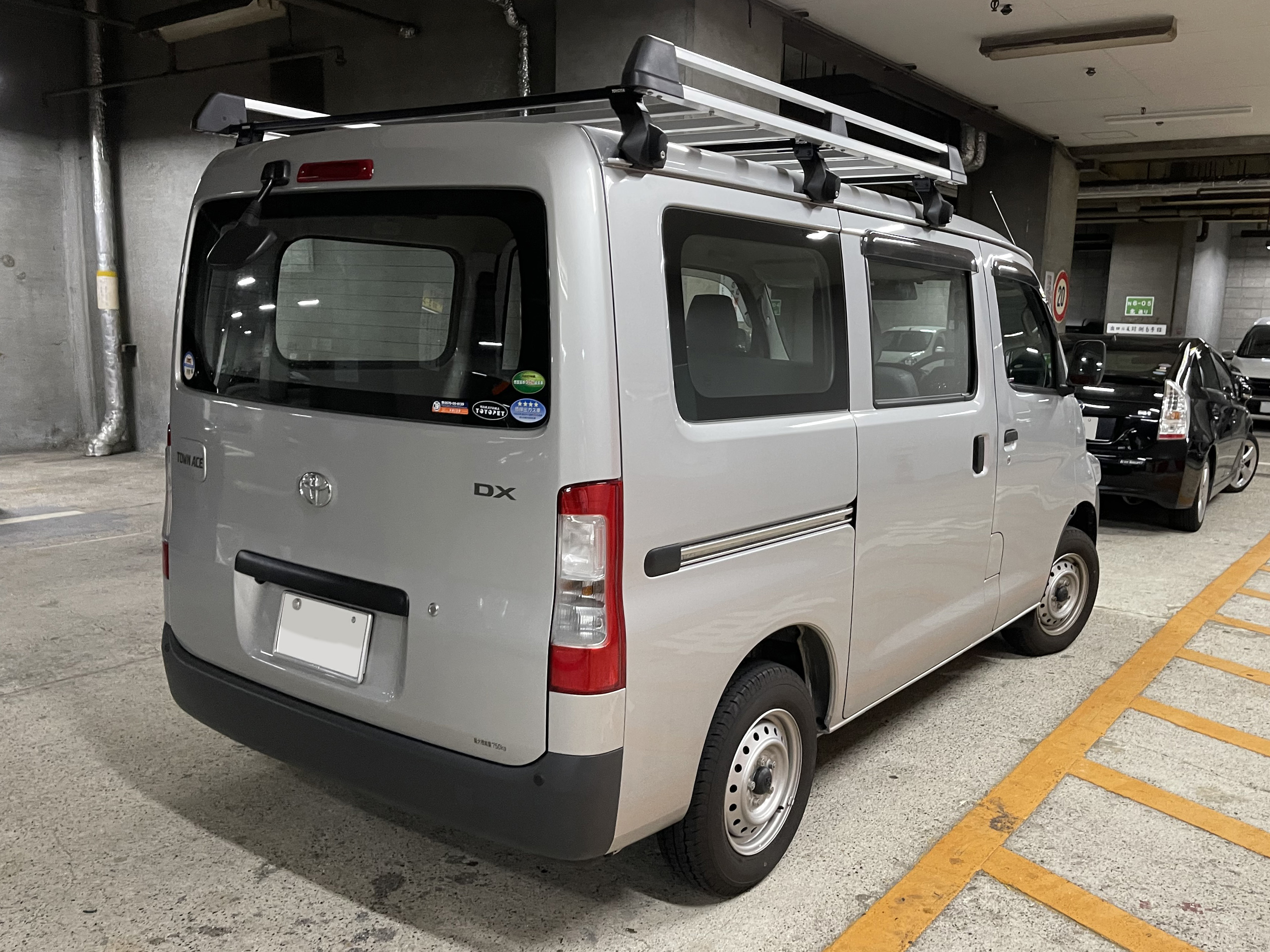
TownAce Van DX (S403M; фейслифтинг, Япония)
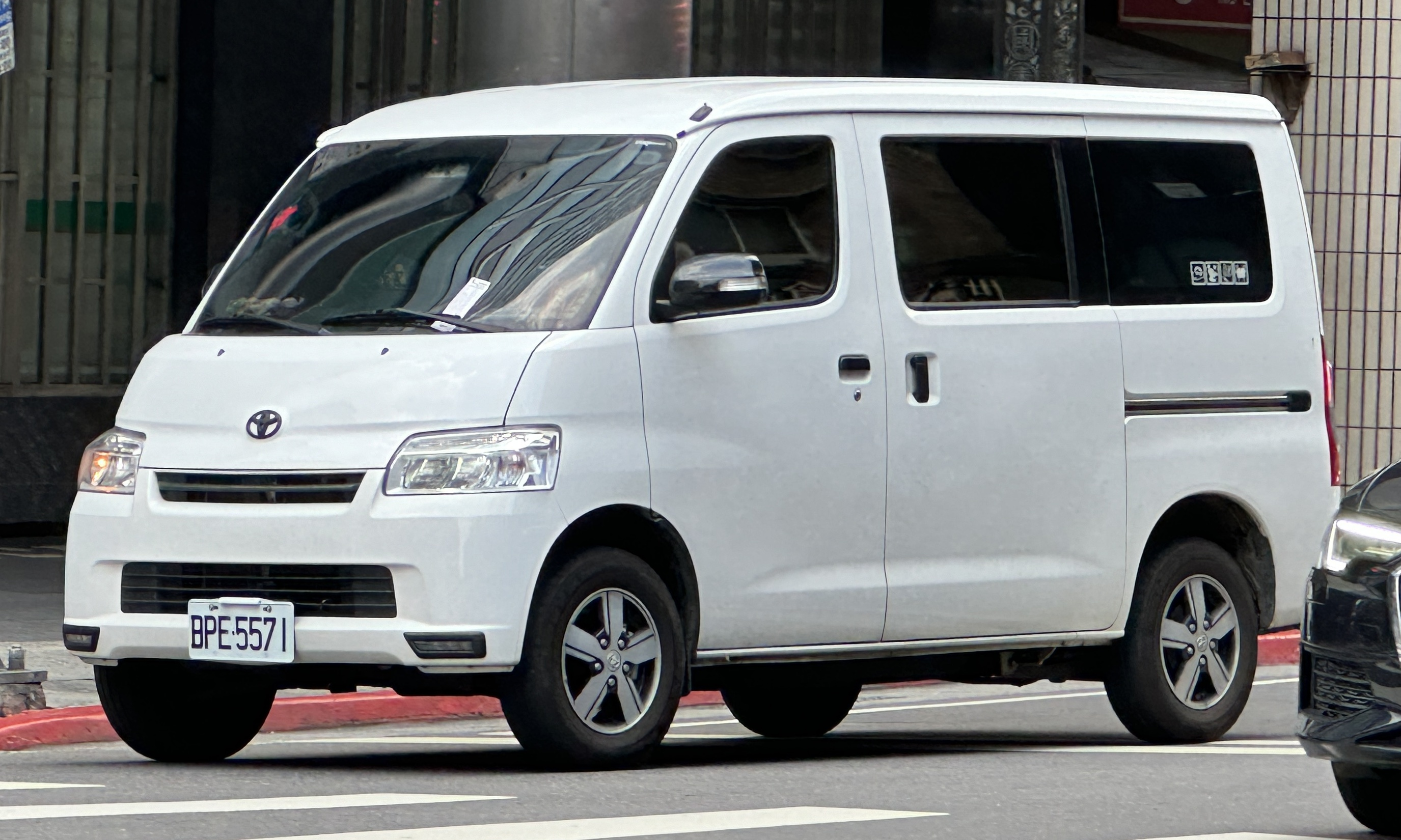
Toyota TownAce Van (Тайвань)
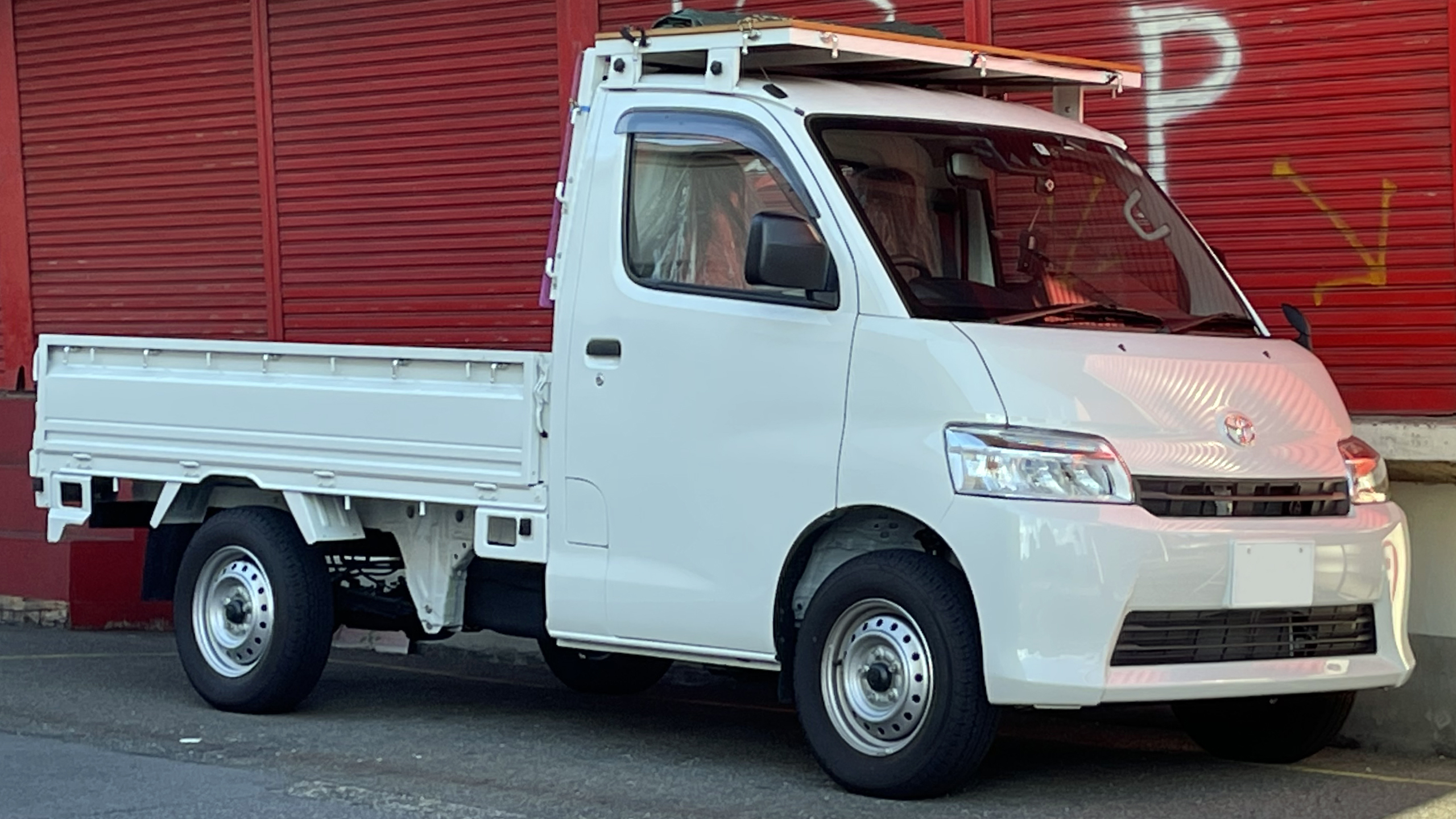
TownAce Truck DX (S403U; фейслифтинг, Япония)
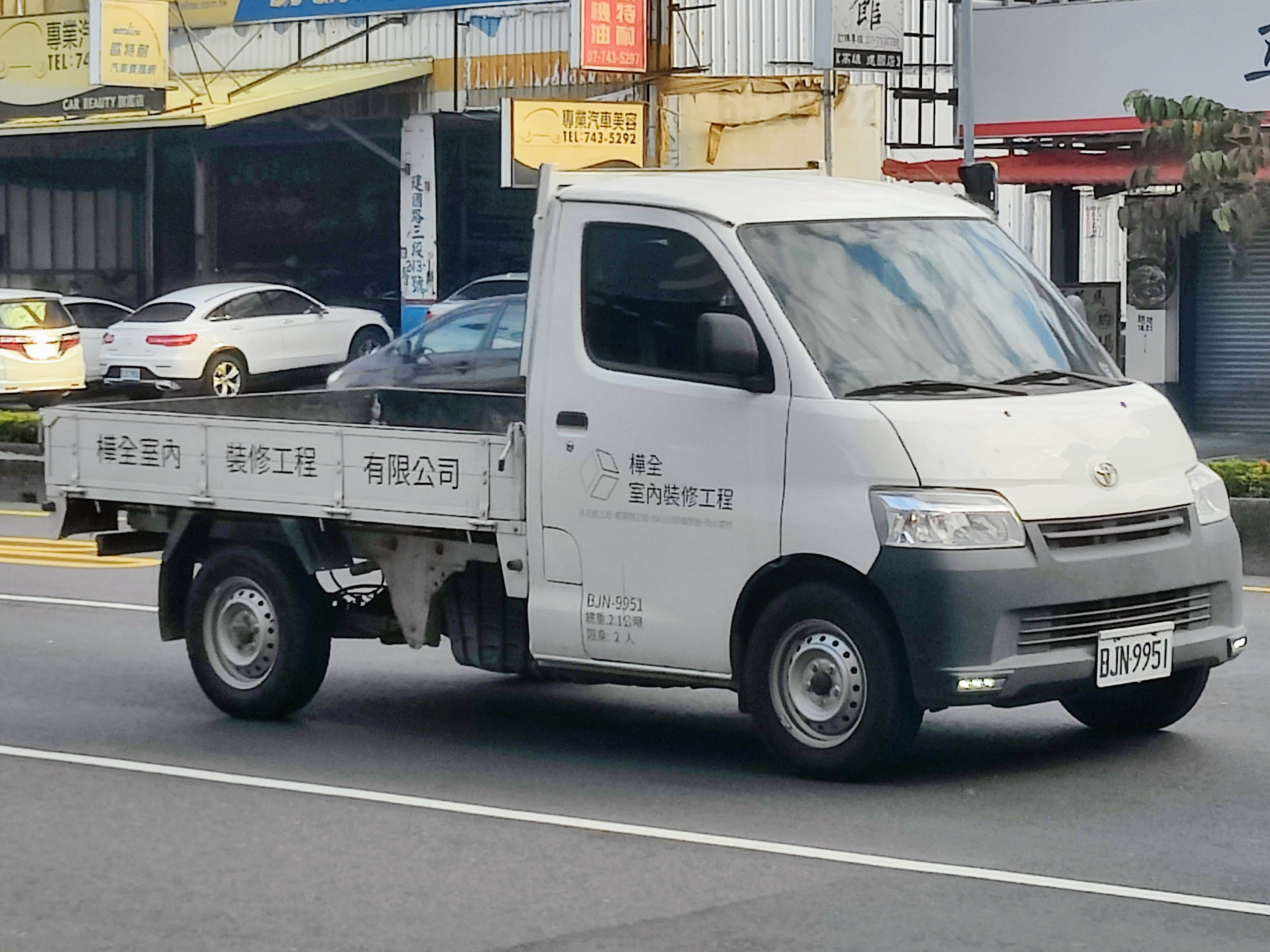
Toyota TownAce Pickup (Тайвань)
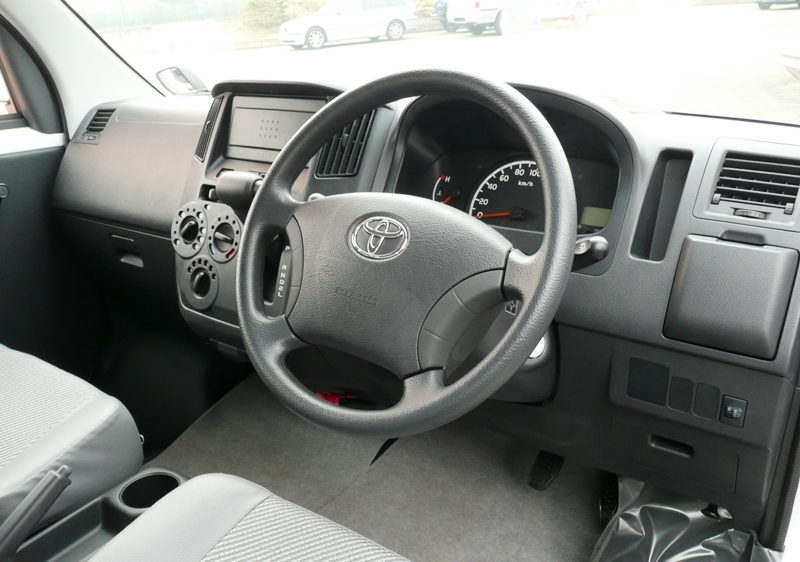
Интерьер дорестайлингового TownAce
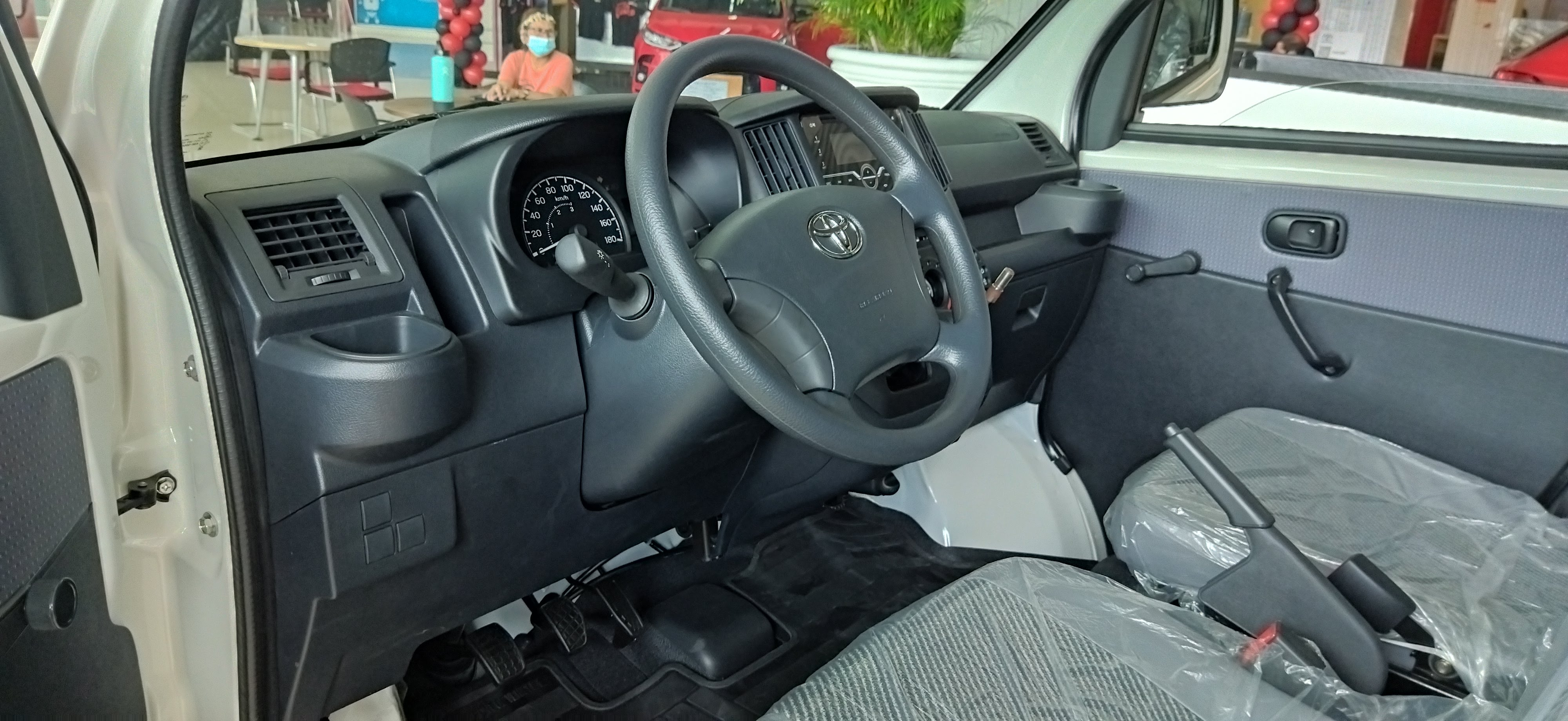
Интерьер рестайлингового LiteAce

### Bongo

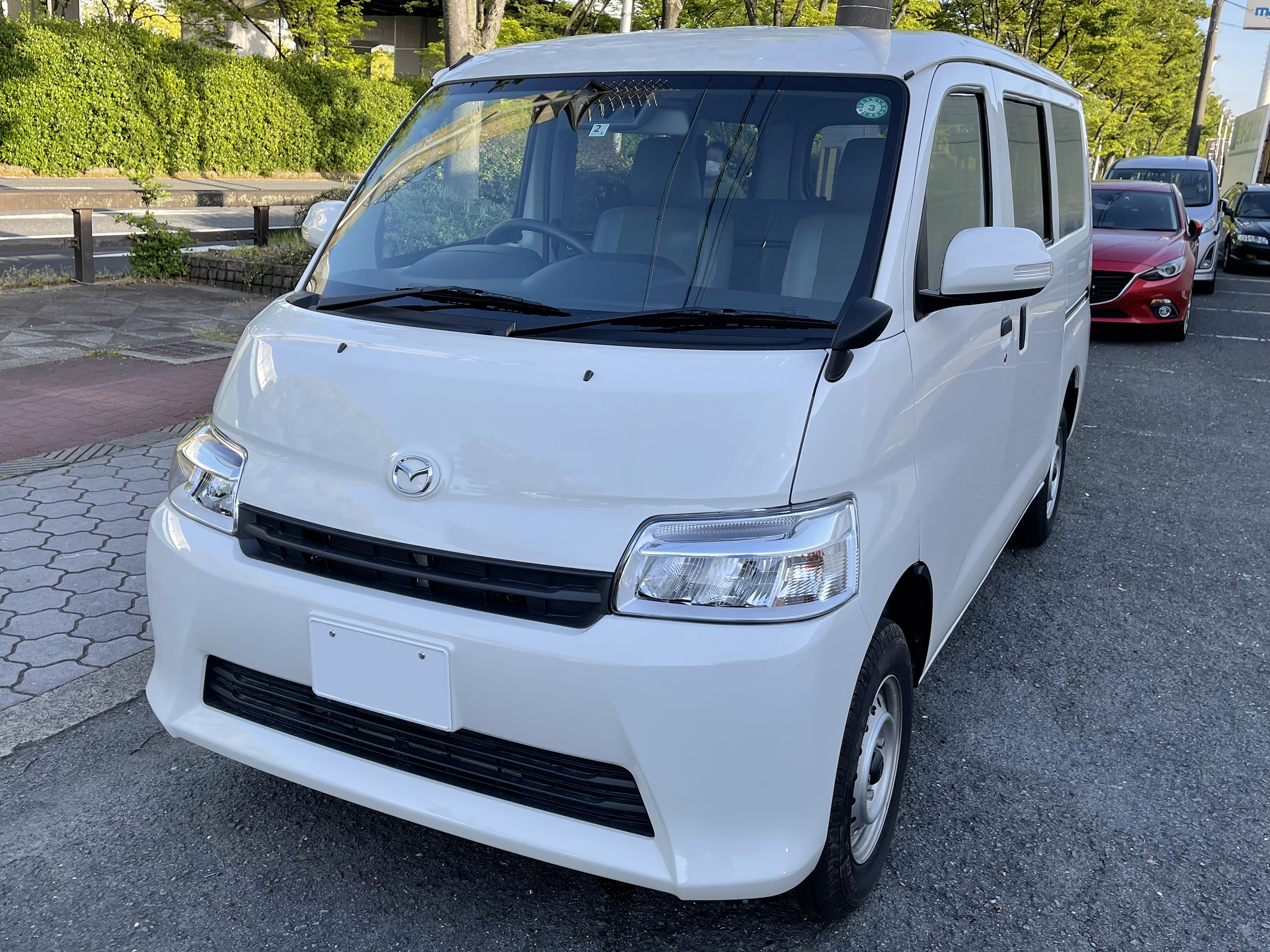
Mazda Bongo Van DX (S403Z; Япония)
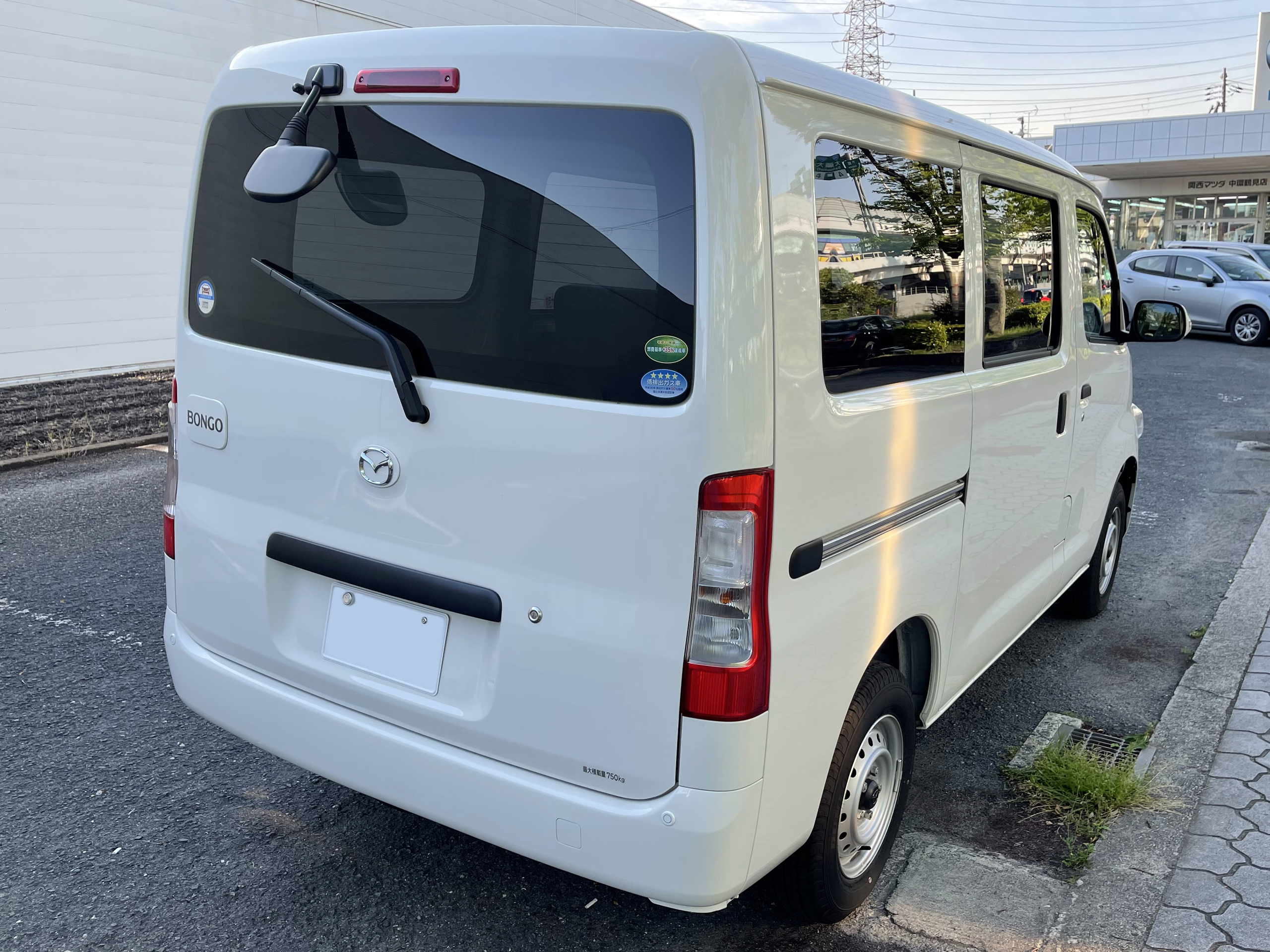
Bongo Van DX (S403Z; Япония)